# Wallander – Vittnet
Wallander – Vittnet är en svensk thriller från 2010. Det är den avslutande filmen i den andra omgången med Krister Henriksson i rollen som Kurt Wallander. Pontus och Isabelle är dock inte med eftersom deras tid som aspiranter tog slut i den förra filmen. Vittnet släpptes i Sverige på DVD den 21 juli 2010, men visades av BBC redan den 19 juni.

## Handling
En liten flicka gömmer sig någonstans i Ystad. Hon har sett något fruktansvärt - och måste till varje pris tystas. Samtidigt inleds en omskriven rättegång om människohandel i Ystad Tingsrätt där Kurt Wallander och åklagaren Katarina Ahlsell utsätts för dödshot. Den skrämmande situationen tvingar dem långsamt att se med nya ögon på sina yrken och varandras liv. När det unga vittnet själv tar kontakt med Kurt Wallander befinner han sig snart mitt uppe i en dramatisk uppgörelse med båda deras liv som insats.

## Rollista
Återkommande:
- Krister Henriksson - Kommissarie Kurt Wallander
- Lena Endre - Katarina Ahlsell, åklagare
- Mats Bergman - Nyberg, kriminaltekniker
- Douglas Johansson - Martinsson, kriminalinspektör
- Fredrik Gunnarsson - Svartman, polisman
- Marianne Mörck - Ebba, receptionist

I detta avsnitt:
- Henny Åman - Hanna, Katarinas dotter
- Noah Valdfogel - Elias, Katarinas son
- Thomas Hanzon - Zoran
- Jeanett Zelba - Natalia
- Lisa Werlinder - Maja
- Georgi Staykov - Vyautas
- Claes Ljungmark - Lennart Sylwan, kommunalordförande
- Nina Norén - Veterinär
- Håkan Paaske - Filip Pasolic
- Magnus Ehrner - Pasolics advokat
- Anna-Sara Kennedy - Sjuksköterska
- Anja Schmidt - Rättens ordförande
- Harald Leander - Daniel, journalist
- Inge Johansson - Brottsplatsexpertis
- Danjin Malinovic - Svartarbetare
- Carlos Paulsson - Polis
- Henrik Friberg - Polis

## Produktionen
Filmen innehåller en referens till Linda Wallander (Kurts dotter spelad av Johanna Sällström i första säsongen) när Kurt Wallander tittar på ett fotografi. Wallander uttrycker sig tidigare i filmen, när han pratar om livet, jobbet och familjen med Katarina Ahlsell, att han "bara har sig själv" vilket skulle kunna tolkas som om Linda inte längre finns i Kurts liv.